# Горелик, Сабина Александровна
Саби́на Алекса́ндровна Горе́лик (род. 26 декабря 1976, Москва) — российский модельер, дизайнер, художник по костюмам.

## Биография
Родилась в Москве. В 2002 с красным дипломом окончила МГУ имени М. В. Ломоносова по специальности историк искусства. Решив, что «анализировать то, что создал кто-то другой, неинтересно» поступила и в 2005 окончила Лабораторию моды Вячеслава Зайцева с отличием и была приглашена в Лабораторию как преподаватель.
Первая коллекция «Yes’ли» в 2005 году завоевала Гран-при на XII конкурсе профессиональных художников-модельеров имени Надежды Ламановой, участие в конкурсе эксклюзивных аксессуаров «Роскошная Венеция» в 2007 принесло Гран-при и обучение в Италии.
В 2006 Сабина дебютирует на Moscow Fashion Week под брендом Sabina Gorelik. С тех пор она является постоянным участником недель моды Moscow Fashion Week и Mercedes-Benz Fashion Week Russia. В 2006—2007 сотрудничает с Леной Карин и выступает на подиуме под брендом Karin&Gorelik. Фирменным стилем показов становятся элементы театральных постановок. На подиум выходят Армен Григорян, Егор Зайцев, Ирина Богушевская.
В 2008—2009 работает для марки BeGem под брендом GS by Sabina Gorelik, а с 2012 года снова выходит на подиум под брендом Sabina Gorelik.
С 2011 работает как художник по костюмам в разнообразных театральных, цирковых и шоу-программах, среди них Цирк Никулина на Цветном бульваре, балет Тодес Аллы Духовой, цирк танцующих фонтанов «Аквамарин», Саха цирк.
Параллельно с заказами на костюмы продолжает создавать собственные коллекции, а также различные фэшн и арт проекты. Работа для цирка и шоу так увлекает, что и на подиум выходят куклы, оловянные солдатики, платья-манеж и другие образы с арены и сцены. В 2012 на MBFWR представляет коллекцию «Мастерская чудес», которая сочетает в себе элементы шоу, в показе участвуют танцоры, проецируется Видео-мэппинг, а режиссирует все известный хореограф Мигель:
Эта коллекция родилась на одном дыхании, буквально за один вечер, начиная от понимания того, что я не могу не сделать этого, и заканчивая большей частью отрисованных эскизов.
Костюмы для клоунов Цирка Никулина рождают коллекцию «Crazy wedding dresses» и креативный мини перформанс в рамках MBFWR с участием стилиста Игоря Калмыкова и ведущей программы «Стилистика» на канале Ю Оли Данка:
Моя знакомая, клоунэсса Elena-Bella Cher, попросила придумать ей новые костюмы для участия в Международном фестивале циркового искусства в Монте-Карло. В том числе нужен был новый халат уборщицы. Чтобы и смешно, и эффектно. Я загорелась. Придумала офигенский костюм. Воротник из резиновых перчаток, фартук с кучей карманов, на поясе рулон туалетной бумаги болтается, головной убор с щетками. И после этого понеслась… А что, если из перчаток не воротник, а целую юбку сделать? ААА!!! И из туалетной бумаги свадебное платье? Ой, а ещё из чего бы что-нибудь такое… Ооо, пластиковые бокалы для шампанского, да! И ещё птички! И … ну вы сами видели.
Создавая костюмы для шоу на ежегодной премии «Автомобиль года 2014» (режиссёр — Егор Дружинин) Сабина буквально надевает на моделей автомобили, на сцену выходят костюмы с поворотниками, фарами, рулем, и светодиодной подсветкой.
В некоторых фотосессиях в качестве модели она снимается сама, платью-каркасу из ригилина она устраивает «показ» в Венеции, прогуливаясь в нём прямо вдоль каналов и собирая взгляды прохожих.
Создает ряд детских коллекций, одна из которых вышла на подиум в рамках показа школьных коллекций Недели моды Mercedes Benz Fashion Week:
«Я решила пошалить, — призналась нам Сабина. — А шпаргалки… Если они будут написаны на манжете — принесут только пользу».
В 2014 принимает участие в специальном показе Mercedes-Benz Fashion Week одежды для инвалидов «Мода без границ» (Bezgraniz Couture), где на подиум выходят люди с физическими особенностями. В её коллекции для маленьких людей Little Girl каждая вещь коллекции была сшита по индивидуальным меркам моделей:
Работа с проектом познакомила меня с целым миром, которого я боялась и делала вид, что меня это не касается, и дала мне возможность избавиться от моих собственных страхов … Многим из них нужны особые „фишки“ в одежде, которые не нужны другим. Эти „фишки“ надо, во-первых, придумать, а, во вторых, обыграть. Дизайнеры мы или нет? Это интересно.
Поездки в Израиль вдохновили дизайнера на коллекцию одежды 7:40, в которой соединились еврейские мотивы, строгие линии одежды ортодоксальных евреев и немного юмора.
В фотосессии цирковой коллекции, которая состоялась в цирке Никулина, участвуют настоящие цирковые артисты, известной династии Дементьевых-Корниловых, животные и даже слон.
В июне 2016 г.приняла участие в программе Circus Glamour на канале «Яркая жизнь».
В июле 2016 г. на цирковой приемии «Мастер» стала победителем в номинации «Художник года».

## Интересные факты
- В 2008 г, Сабина, чтобы разговаривать с моделями на одном языке, прошла курс обучения в школе моделей Вячеслава Зайцева. А затем даже принимала итоговый экзамен в школе в качестве эксперта жюри[18]
- В 2013 Сабина сшила изумрудный фрак для рыжего кота Сани, питомца Игоря Калмыкова, на дизайнерском показе кошачьей моды[9]
- Один из проектов, «Тулуп» (2012), родился из шутки, во время переписки в комментариях одного из постов ФБ. «Это история о том, как один мой друг пообещал моей подруге (абсолютно незнакомой ему девушке) привезти из Якутии тулуп, и чем все это закончилось». А закончилось фотосетом на снегу в стиле ню, где Сабина сшила королевский «тулуп» а приятель музыкант написал музыку[9]
- Съемка одного из платьев из коллекции «Crazy wedding dresses» состоялась в туалете театра «Россия»
- Показ коллекции одежды 7:40 совпал с днем рождения сына Давида, который родился в Израиле[19]